# Operación Amanecer 2
La Operación Amanecer 2 (también llamada Operación Valfajr 2) fue una operación lanzada por Irán durante la Guerra Irán-Irak. Esta operación abrió un nuevo frente en el norte de Irak/Kurdistán iraquí también conocido como el “frente norte”. A pesar de la ayuda turca, esta región fue la única durante la contienda en la que los kurdos apoyaron a Irán.

## Preludio
En el año principal para la operación, la lucha entre las fuerzas iraquíes e iraníes estaba en un punto muerto en el frente sur. Las fuerzas iraníes repetidamente usaban ataques de olas humanas en los cenagales del sur, solamente rechazadas por el Tercer Cuerpo iraquí. Sin embargo, el gobierno iraní se dirigió para ganarse el favor del pueblo kurdo en partes del norte de Irak, era su oportunidad de extender la guerra al norte.       
El objetivo principal de la misión fue la ciudad fronteriza de Haj Omran, que estaba cerca de la frontera y rodeada por terreno montañoso. Los rebeldes del Partido Demócrata del Kurdistán (PDK) lo apoyarían lo que era una gran ventaja para el avance iraní.  

## La batalla
El 22 de julio las fuerzas iraníes avanzaron desde Piranshahr e hicieron ataques sucesivos contra los iraquíes tomando efectivamente Haj Omran en el proceso. Los iraníes y las guerrillas kurdas hicieron uso de altas colinas para lanzar ataques contra las posiciones iraquíes y sus convoyes. En total ellos avanzaron 2 km de territorio iraquí.  
Irak respondió con contraofensiva, lanzando un asalto aéreo y usando gases tóxicos por primera vez en la guerra. Los iraquíes usaron en los bordes montañosos cerca de Haj Omran gas mostaza contra los atacantes que avanzaban; desafortunadamente los iraquíes no estaban familiarizados con las proporciones de esta arma química y el agente bajó hacia las expuestas tropas iraquíes. Al mismo tiempo el terreno rocoso detuvo el avance de los tanques iraquíes. El uso de helicópteros artillados también fue impedido desde las posiciones iraníes y kurdas derrotando a los primeros.  